# 不來梅島
不來梅島是南極洲的島嶼，屬於帕默群島中梅爾基奧群島的一部分，位於南冰洋海域，長1公里、寬1公里，面積1平方公里，該島95%面積被冰雪覆蓋，島上無人居住。

## 外部連結
- New German-language names proposals